# Campionato campano 1945
Il Campionato campano misto di Divisione Nazionale 1945 fu una competizione calcistica che si disputò in Campania dal gennaio 1945 al giugno dello stesso anno. Fu vinto dallo Stabia.
A causa della seconda guerra mondiale, sia al Nord che al Sud si disputarono dei campionati regionali misti di Divisione Nazionale in luogo del regolare campionato nazionale. La conclusione dei campionati zonali a stagione troppo inoltrata impedì la disputa delle eventuali finali interregionali per il titolo di Campione dell'Italia Liberata. Nonostante ciò, i tifosi dello Stabia hanno a più riprese richiesto alla FIGC il riconoscimento del titolo di "Campione d'Italia" per la loro squadra, tuttavia senza risultati visto che si trattava di un mero campionato regionale.

## Vicende storiche

L'undici della Scafatese sul campo del Napoli nell'incontro vinto dai partenopei per 3-2.

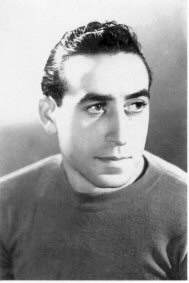
Romeo Menti fu il protagonista della vittoria dello Stabia nel Campionato campano del 1945. Menti morì nella Tragedia di Superga alcuni anni dopo.

Al campionato campano misto di Divisione Nazionale si erano inizialmente iscritte undici compagini: Napoli, Internaples, Polisportiva Napoli, Polizia Militare Italiana, Salernitana, Stabia, Scafatese, Cavese, Torrese, Portici e Casertana. In seguito alla fusione tra S.S. Napoli e Polisportiva Napoli, tuttavia, il numero di partecipanti si ridusse a dieci, mentre la Frattese fu ammessa in sostituzione della rinunciataria Cavese. Delle dieci partecipanti, solo sei squadre erano aventi diritto in quanto militanti in Divisione Nazionale (termine con il quale si indicava all'epoca l'insieme dei campionati al di sopra della Prima Divisione): due di serie B (Napoli e Salernitana) e quattro di serie C (Stabia, Scafatese, Torrese e Casertana). Altre quattro società furono ammesse pur non avendo un titolo sportivo di Divisione Nazionale: due squadre di Prima Divisione Campana (Frattese e Portici), la P.M.I. (una squadra composta da agenti della Polizia Militare) e una società appena rifondata (U.S. Internaples). Oltre al campionato campano misto di Divisione Nazionale, il Comitato Regionale Campano organizzò i campionati di Prima Divisione, Seconda Divisione e della Sezione Propaganda. A Napoli le gare furono giocate nel recinto dell'Orto Botanico, poiché lo Stadio Ascarelli era stato abbattuto durante la guerra. A Salerno invece fu utilizzato lo stadio "Littorio", sopravvissuto incredibilmente quasi intatto allo sbarco alleato e successivamente rinominato Stadio Donato Vestuti.
La prima giornata si disputò il 28 gennaio 1945. La squadra favorita era il Napoli per il suo blasone ma la squadra partenopea non iniziò bene il campionato, pareggiando ben sei partite sulle nove del girone di andata, complice il rafforzamento delle società minori che avevano ingaggiato momentaneamente molti giocatori di alto livello (si pensi che nello Stabia militava Romeo Menti, giocatore del "Grande Torino" e della Nazionale, e che la Frattese aveva ingaggiato giocatori come Busani e Nicolosi). A permettere ciò fu la risoluzione emessa dalla FIGC nell'estate 1943 che, fermo restando l'obbligo di ritornare alla propria società d'origine alla fine della guerra, lasciava liberi i calciatori di andare a giocare dove volevano, soprattutto se giustificati dall'arruolamento in corpi militari, a patto che ottenessero l'autorizzazione da parte della società a cui erano vincolati nella stagione 1942-1943.
Durante la partita Salernitana-Napoli al Vestuti accadde un incidente deplorevole: al 35°, sul punteggio di 1-1, l'arbitro Demetrio Stampacchia fischiò un rigore a favore del Napoli; i tifosi salernitani inferociti per la controversa decisione arbitrale invasero il campo e anche tra i giocatori avvenne una rissa; Stampacchia per calmare giocatori e tifosi dovette fingersi morto, sfruttando un colpo di arma da fuoco sparato sugli spalti. In seguito a questa partita il Giudice Sportivo squalificò il campo alla Salernitana che disputò le rimanenti partite in campo neutro, comminandole 25.000 lire di multa e soprattutto ordinò che il campionato venisse sospeso per un mese. Il campionato riprese in giugno e venne vinto a tavolino dallo Stabia.

Il rettangolo di gioco del Napoli, ricavato all'interno dell'Orto Botanico. All'inizio del campionato, le prime gare degli azzurri furono disputate in Piazza Nazionale.

Napoli-Frattese giocata all'Orto Botanico.

Infatti la Salernitana e lo Stabia si contesero fino alla fine la vittoria del torneo e conclusero a pari punti in testa alla classifica anche perché la CAF un mese dopo la fine del campionato decise di non applicare l'articolo 50 nei confronti dei granata nella gara interna con il Napoli, restituendole di fatto il punto conquistato sul campo. Ma poco prima della disputa dello spareggio, la formazione stabiese fece ricorso per la gara persa contro la Frattese, che era stata condizionata da alcuni gravi incidenti sugli spalti.
In piena estate lo Stabia ottenne un'inattesa vittoria a tavolino e vinse la manifestazione, anche perché la Salernitana rinunciò al controricorso (tra le numerose e talora violente proteste dei tifosi salernitani, che accusarono alcuni giudici napoletani per l'esito del ricorso). La classifica dei cannonieri fu vinta da Italo Romagnoli del Portici, con 18 gol.
Il presidente dello Stabia era Mario Benedetti, mentre l'allenatore era Lenzi. Lo Stabia vinse il Campionato campano grazie principalmente alle prestazioni di Romeo Menti, colui al quale è intitolato lo stadio di Castellammare di Stabia.
Il campionato zonale vinto dallo Stabia fu soltanto una delle tante competizioni miste di Divisione Nazionale disputate nelle regioni dell'Italia Liberata nella prima metà del 1945: nel Lazio prevalse la Roma, in Toscana la Fiorentina, in Sicilia il Palermo, in Puglia il Bari, negli Abruzzi il Pescara. La conclusione dei campionati regionali a stagione inoltrata impedì l'eventuale disputa della fase finale interregionale per il titolo di Campione dell'Italia Liberata, alla quale avrebbero dovuto partecipare 16 squadre, di cui tre campane (Stabia, Salernitana e Napoli). Nonostante ciò i tifosi dello Stabia, a distanza di decenni, hanno avanzato alla Federazione la richiesta di assegnazione del titolo di Campione d'Italia alla loro squadra, tuttavia senza risultati visto che si trattava di un mero campionato regionale.

## Squadre partecipanti
| Club                      | Città                   | Stadio                             | Stagione precedente | Dettaglio |
| ------------------------- | ----------------------- | ---------------------------------- | ------------------- | --------- |
| Casertana                 | Caserta                 |                                    |                     | dettaglio |
| Frattese                  | Frattamaggiore          |                                    |                     |           |
| Internaples               | Napoli                  |                                    |                     | dettaglio |
| Napoli                    | Napoli                  | Piazza Nazionale poi Orto Botanico | 1944                | dettaglio |
| Polizia Militare Italiana | Napoli                  |                                    |                     |           |
| Portici                   | Portici                 |                                    |                     | dettaglio |
| Salernitana               | Salerno                 | Piazza D'Armi                      |                     | dettaglio |
| Scafatese                 | Scafati                 |                                    |                     | dettaglio |
| Stabia                    | Castellammare di Stabia | Campo San Marco                    |                     | dettaglio |
| Torrese                   | Torre Annunziata        | Campo Formisano                    | 1944                | dettaglio |

## Classifica finale
| Pos. | Squadra                   | Pt | G  | V  | N | P  | GF | GS |
| ---- | ------------------------- | -- | -- | -- | - | -- | -- | -- |
| 1.   | (C) Stabia                | 31 | 18 | 14 | 3 | 1  | 47 | 16 |
| 2.   | (B) Salernitana           | 28 | 18 | 12 | 4 | 2  | 34 | 13 |
| 3.   | (B) Napoli                | 26 | 18 | 9  | 8 | 1  | 33 | 17 |
| 4.   | (C) Scafatese             | 21 | 18 | 9  | 3 | 6  | 42 | 32 |
| 5.   | (PD) Portici              | 19 | 18 | 8  | 3 | 7  | 44 | 32 |
| 6.   | (PD) Frattese             | 16 | 18 | 5  | 6 | 7  | 26 | 31 |
| 7.   | Internaples               | 14 | 18 | 6  | 2 | 10 | 22 | 23 |
| 8.   | Polizia Militare Italiana | 10 | 18 | 3  | 4 | 11 | 18 | 35 |
| 9.   | (C) Torrese               | 9  | 18 | 2  | 5 | 11 | 15 | 43 |
| 10.  | (C) Casertana             | 6  | 18 | 1  | 4 | 13 | 18 | 57 |

### Squadra campione
| Formazione tipo                                      | Giocatori (presenze) |
| ---------------------------------------------------- | -------------------- |
| Chellini Ciccone Menti                               |                      |
| Chellini                                             |                      |
| Cerciello                                            |                      |
| Ciccone                                              |                      |
| Salvioli                                             |                      |
| Dolfi                                                |                      |
| Borsari                                              |                      |
| Esposito                                             |                      |
| Menti                                                |                      |
| Rossetti                                             |                      |
| Carubbi                                              |                      |
| Del Medico                                           |                      |
| Altri giocatori: Dapas, Giraud II. Allenatore: Lenzi |                      |

## Risultati

### Calendario
| Andata (1ª) | Andata (1ª) | Prima giornata        | Ritorno (10ª) | Ritorno (10ª) |
|             |             |                       |               |               |
| 7 feb.      | 0-0         | Frattese-Torrese      | 1-1           | 5 apr.        |
| 28 gen.     | 0-1         | Internaples-Napoli    | 0-1           | 1 apr.        |
| 28 gen.     | 2-3         | Portici-Scafatese     | 1-2           | 1 apr.        |
| 28 gen.     | 5-1         | Salernitana-Casertana | 2-0           | 1 apr.        |
| 28 gen.     | 2-0         | Stabia-P.M.I.         | 2-0           | 1 apr.        |

| Andata (2ª) | Andata (2ª) | Seconda giornata      | Ritorno (11ª) | Ritorno (11ª) |
|             |             |                       |               |               |
| 4 feb.      | 1-2         | Casertana-Stabia      | 1-2           | 15 apr.       |
| 4 feb.      | 0-0         | Frattese-Napoli       | 2-2           | 8 mag.        |
| 4 feb.      | 0-0         | P.M.I.-Internaples    | 0-2           | 15 apr.       |
| 4 feb.      | 0-1         | Scafatese-Salernitana | 2-1           | 15 apr.       |
| 4 feb.      | 2-2         | Torrese-Portici       | 3-6           | 15 apr.       |

| Andata (3ª) | Andata (3ª) | Terza giornata        | Ritorno (12ª) | Ritorno (12ª) |
|             |             |                       |               |               |
| 11 feb.     | 4-1         | Internaples-Casertana | 1-2           | 22 apr.       |
| 11 feb.     | 2-2         | Portici-Napoli        | 1-2           | 22 apr.       |
| 11 feb.     | 3-1         | Salernitana-P.M.I.    | 0-0           | 22 apr.       |
| 11 feb.     | 3-2         | Scafatese-Frattese    | 0-0           | 22 apr.       |
| 11 feb.     | 4-0         | Stabia-Torrese        | 3-0           | 22 apr.       |

| Andata (4ª) | Andata (4ª) | Quarta giornata      | Ritorno (13ª) | Ritorno (13ª) |
|             |             |                      |               |               |
| 18 feb.     | 1-1         | Casertana-Napoli     | 0-5           | 29 apr.       |
| 18 feb.     | 0-1         | Frattese-Salernitana | 1-3           | 29 apr.       |
| 18 feb.     | 2-2         | Internaples-Stabia   | 0-2           | 29 apr.       |
| 18 feb.     | 4-1         | Portici-P.M.I.       | 3-2           | 29 apr.       |
| 18 feb.     | 1-1         | Torrese-Scafatese    | 0-4           | 29 apr.       |

| Andata (5ª) | Andata (5ª) | Quinta giornata         | Ritorno (14ª) | Ritorno (14ª) |
|             |             |                         |               |               |
| 25 feb.     | 1-5         | Casertana-Portici       | 0-6           | 6 mag.        |
| 25 feb.     | 2-0         | Napoli-Torrese          | 3-0           | 6 mag.        |
| 25 feb.     | 5-2         | P.M.I.-Scafatese        | 0-2           | 6 mag.        |
| 25 feb.     | 1-0         | Salernitana-Internaples | 1-0           | 6 mag.        |
| 25 feb.     | 7-0         | Stabia-Frattese         | 1-2           | 6 mag.        |

| Andata (6ª) | Andata (6ª) | Sesta giornata      | Ritorno (15ª) | Ritorno (15ª) |
|             |             |                     |               |               |
| 4 mar.      | 2-1         | Frattese-Portici    | 3-4           | 10 mag.       |
| 4 mar.      | 2-0         | Internaples-Torrese | 2-0           | 10 mag.       |
| 4 mar.      | 1-1         | P.M.I.-Casertana    | 3-1           | 10 mag.       |
| 4 mar.      | 1-0         | Salernitana-Stabia  | 2-2           | 10 mag.       |
| 4 mar.      | 1-1         | Scafatese-Napoli    | 2-3           | 10 mag.       |

| Andata (7ª) | Andata (7ª) | Settima giornata      | Ritorno (16ª) | Ritorno (16ª) |
|             |             |                       |               |               |
| 11 mar.     | 4-0         | Frattese-P.M.I.       | 2-1           | 12 mag.       |
| 11 mar.     | 1-1         | Napoli-Salernitana    | 2-0           | 13 mag.       |
| 11 mar.     | 0-1         | Portici-Stabia        | 1-3           | 13 mag.       |
| 11 mar.     | 1-2         | Scafatese-Internaples | 3-2           | 13 mag.       |
| 11 mar.     | 2-0         | Torrese-Casertana     | 2-2           | 13 mag.       |

| Andata (8ª) | Andata (8ª) | Ottava giornata     | Ritorno (17ª) | Ritorno (17ª) |
|             |             |                     |               |               |
| 18 mar.     | 2-2         | Casertana-Frattese  | 1-3           |               |
| 18 mar.     | 1-1         | Napoli-P.M.I.       | 2-1           | 24 mag.       |
| 18 mar.     | 1-0         | Portici-Internaples | 2-1           | 3 giu.        |
| 18 mar.     | 4-2         | Stabia-Scafatese    | 3-2           | 24 mag.       |
| 18 mar.     | 0-1         | Torrese-Salernitana | 0-7           | 24 mag.       |

| \| Andata (9ª) \| Andata (9ª) \| Nona giornata \| Ritorno (18ª) \| Ritorno (18ª) \| \| \| \| \| \| \| \| 25 mar. \| 3-1 \| Internaples-Frattese \| 1-4[27] \| 27 mag. \| \| 24 mar.[16] \| 1-0 \| P.M.I.-Torrese \| 2-4[3][27] \| 27 mag. \| \| 25 mar. \| 3-2 \| Salernitana-Portici \| 1-1[27][28] \| 27 mag. \| \| 25 mar. \| 7-0 \| Scafatese-Casertana \| 5-4[27] \| 27 mag. \| \| 25 mar. \| 3-1 \| Stabia-Napoli \| 3-3 \| 16 giu. \| |             |                      |               |               |
| Andata (9ª) | Andata (9ª) | Nona giornata        | Ritorno (18ª) | Ritorno (18ª) |
| |             |                      |               |               |
| 25 mar. | 3-1         | Internaples-Frattese | 1-4           | 27 mag.       |
| 24 mar. | 1-0         | P.M.I.-Torrese       | 2-4           | 27 mag.       |
| 25 mar. | 3-2         | Salernitana-Portici  | 1-1           | 27 mag.       |
| 25 mar. | 7-0         | Scafatese-Casertana  | 5-4           | 27 mag.       |
| 25 mar. | 3-1         | Stabia-Napoli        | 3-3           | 16 giu.       |

## Classifica marcatori

Italo Romagnoli attaccante del Portici, capocannoniere con 18 reti.

Di seguito i marcatori del campionato:
| Gol | Rigori |  | Giocatore          | Squadra     |
| --- | ------ |  | ------------------ | ----------- |
| 18  | 1      |  | Italo Romagnoli    | Portici     |
| 15  | 5      |  | Umberto Busani I   | Frattese    |
| 14  |        |  | Bacin              | Scafatese   |
| 14  | 3      |  | Vincenzo Margiotta | Salernitana |
| 13  | 3      |  | Romeo Menti        | Stabia      |
| 10  |        |  | Rossetti           | Stabia      |